# قلعة جمشيدي
قلعة جمشيدي هي قلعة تاريخية تعود إلى عصر ساسانيون، وتقع في نيمور.